# Онагр (млекопитающее)
Она́гр (Онагр персидский, лат. Equus hemionus onager) — непарнокопытное животное рода лошадей, подвид кулана, обитает на каменистых плато, тянущихся от Ирана и Сирии до северо-запада Индии.

## Этимология
Слово «онагр» произошло от греч. όνος, onos — осёл и αγρός, agros — поле.

## Биологическое описание
Высота животного в холке — 1,2 метра, а длина — 2 метра. Уши заметно короче, чем у ишака. Масть — рыжеватая летом и желтоватая зимой, кисточка на хвосте светло-бурая, конец морды и нижняя часть тела белые. Вдоль спины — широкая чёрная полоса; «спинной крест» выражен слабо; на голенях — несколько чёрных поперечных полос. Самки мельче самцов; «спинного креста» у них нет.
Питаются онагры грубыми злаками. Обычно живут семейными табунами из нескольких самок с ослятами и взрослого самца-вожака.

## Онагр в литературе
Онагр упоминается в Библии и таких литературных произведениях, как басни «Онагр, Осёл и Возница» и «Осёл, Онагр и Лев» древнегреческого баснописца «Эзопа, поэме Восемь райских садов» индо-персидского поэта Амира Хосрова Дехлеви, романах французских писателей Оноре де Бальзака («Шагреневая кожа») и Жюля Верна («Таинственный остров»), в стихотворении Николая Гумилёва «Царица», в повести Корнея Чуковского «Серебряный герб». Онагр неоднократно упоминается в поэме Фирдоуси «Шахнаме». Так, Рустам в лесу питается мясом убитого им онагра. В эпосе о Гильгамеше в качестве одного часто используемых эпитетов своего друга Энкиду Гильгамеш использует "гонитель онагров в степи".